# Ťažký vodopád
Der Ťažký vodopád (früher Český vodopád; polnisch Cieżka Siklawa) ist ein Wasserfall in der slowakischen Hohen Tatra. Er befindet sich im Verlauf des Ťažký potok im Tal Ťažká dolina und fällt unmittelbar nach dem Abfluss aus dem Bergsee Ťažké pleso (1611 m n.m.) eine Schwelle hinunter, bevor der Ťažký potok den Fluss Biela voda erreicht.
Der Name bedeutet sowohl im Slowakischen als auch im Polnischen sinngemäß „Schwieriger Wasserfall“. Die ältere Namensform Český vodopád entstand durch fehlerhafte Übersetzung des goralischen/polnischen Begriffs cieźki (schwierig) und Verwechslung mit dem Wort czeski (böhmisch). Für weitere Informationen siehe den Artikel Ťažký štít.
Zum Wasserfall führt kein markierter Wanderweg, lediglich ein Pfad, der nur für Mitglieder alpiner Vereine oder mit einem Bergführer zugänglich ist. Vom blau markierten Weg von Lysá Poľana zum Sattel Prielom ist der Wasserfall teilweise sichtbar.